# Diócesis de Los Teques
La diócesis de Los Teques (en latín: Dioecesis Tequinensis) es una circunscripción eclesiástica de la Iglesia católica en Venezuela. Se trata de una diócesis latina, sufragánea de la arquidiócesis de Caracas. Desde el 30 de diciembre de 2004 su obispo es Freddy Jesús Fuenmayor Suárez.

## Territorio y organización
La diócesis tiene 2295 km² y extiende su jurisdicción sobre los fieles católicos de rito latino residentes en 9 municipios del estado Miranda: Los Salias, Carrizal, Guaicaipuro, Urdaneta, Cristóbal Rojas, Lander, Simón Bolívar, Independencia y Paz Castillo.
La sede de la diócesis se encuentra en la ciudad de Los Teques, en donde se halla la Catedral de San Felipe Neri, ubicada en el centro histórico de la ciudad. 
En 2021 en la diócesis existían 33 parroquias agrupadas en 2 vicarías, Los Altos Mirandinos y Los Valles del Tuy. 

## Historia
La diócesis fue erigida el 23 de julio de 1965 mediante la bula Amor ille del papa Pablo VI, obteniendo el territorio de la arquidiócesis de Caracas.
El 30 de noviembre de 1996 cedió una porción de su territorio para la erección de la diócesis de Guarenas mediante la bula Maiori Christifidelium del papa Juan Pablo II.

## Estadísticas
Según el Anuario Pontificio 2022 la diócesis tenía a fines de 2021 un total de 1 429 000 fieles bautizados.
| Año                                                                             | Población            | Población | Población      | Sacerdotes | Sacerdotes    | Sacerdotes    | Bautizados por sacerdote | Diáconos permanentes | Religiosos | Religiosos | Parroquias |
| Año                                                                             | Bautizados católicos | Total     | % de católicos | Total      | Clero secular | Clero regular | Bautizados por sacerdote | Diáconos permanentes | Varones    | Mujeres    | Parroquias |
| ------------------------------------------------------------------------------- | -------------------- | --------- | -------------- | ---------- | ------------- | ------------- | ------------------------ | -------------------- | ---------- | ---------- | ---------- |
| 1966                                                                            | 260 740              | 266 774   | 97.7           | 97         | 38            | 59            | 2688                     |                      | 143        | 143        | 32         |
| 1970                                                                            | 272 560              | 302 845   | 90.0           | 106        | 48            | 58            | 2571                     |                      | 85         | 71         | 38         |
| 1976                                                                            | 371 791              | 379 378   | 98.0           | 83         | 49            | 34            | 4479                     | 1                    | 70         | 325        | 38         |
| 1980                                                                            | 425 000              | 449 000   | 94.7           | 88         | 56            | 32            | 4829                     | 3                    | 64         | 300        | 41         |
| 1990                                                                            | 534 000              | 593 000   | 90.1           | 95         | 45            | 50            | 5621                     | 3                    | 76         | 296        | 49         |
| 1999                                                                            | 985 000              | 1 000     | 98.5           | 81         | 37            | 44            | 12 160                   | 16                   | 79         | 286        | 25         |
| 2000                                                                            | 985 000              | 1 000     | 98.5           | 79         | 35            | 44            | 12 468                   | 14                   | 82         | 286        | 26         |
| 2001                                                                            | 1 050 000            | 1 156 000 | 90.8           | 58         | 39            | 19            | 18 103                   | 14                   | 88         | 216        | 30         |
| 2002                                                                            | 1 050 000            | 1 200 000 | 87.5           | 58         | 37            | 21            | 18 103                   | 15                   | 77         | 165        | 32         |
| 2003                                                                            | 1 061 000            | 1 261 000 | 84.1           | 61         | 40            | 21            | 17 393                   | 15                   | 61         | 184        | 33         |
| 2004                                                                            | 1 100 000            | 1 300 000 | 84.6           | 60         | 39            | 21            | 18 333                   | 15                   | 54         | 181        | 32         |
| 2013                                                                            | 1 272 000            | 1 515 000 | 84.0           | 58         | 36            | 22            | 21 931                   | 26                   | 45         | 113        | 33         |
| 2016                                                                            | 1 327 000            | 1 579 000 | 84.0           | 56         | 32            | 24            | 23 696                   | 34                   | 36         | 74         | 33         |
| 2019                                                                            | 1 394 750            | 1 659 615 | 84.0           | 41         | 32            | 9             | 34 018                   | 32                   | 21         | 71         | 33         |
| 2021                                                                            | 1 429 000            | 1 700 360 | 84.0           | 35         | 27            | 8             | 40 828                   | 33                   | 20         | 71         | 33         |
| Fuente: Catholic-Hierarchy, que a su vez toma los datos del Anuario Pontificio. |                      |           |                |            |               |               |                          |                      |            |            |            |

## Episcopologio
- Juan José Bernal Ortiz † (25 de julio de 1965-19 de octubre de 1980 falleció)[7]
- Pío Bello Ricardo, S.I. † (7 de marzo de 1981-2 de diciembre de 1995 retirado)[8]
- Mario del Valle Moronta Rodríguez (2 de diciembre de 1995-14 de abril de 1999 nombrado obispo de San Cristóbal de Venezuela)[9]
- Ramón Ovidio Pérez Morales (5 de junio de 1999-30 de diciembre de 2004 renunció)[10]
- Freddy Jesús Fuenmayor Suárez, desde el 30 de diciembre de 2004[11]